# لويس تشيك
لويس تشيك (بالإنجليزية: Louis Cheek)‏ هو لاعب كرة قدم أمريكية أمريكي، ولد في 6 أكتوبر 1964 في غالفستون في الولايات المتحدة.

## وصلات خارجية
- لويس تشيك على موقع مرجع كرة القدم المحترفة.كوم (الإنجليزية)